# Hebron (Indiana)
Hebron é uma cidade  localizada no estado americano de Indiana, no Condado de Porter.

## Demografia
Segundo o censo americano de 2000, a sua população era de 3596 habitantes.
Em 2006, foi estimada uma população de 3629, um aumento de 33 (0.9%).

## Geografia
De acordo com o United States Census Bureau tem uma área de
4,0 km², dos quais 4,0 km² cobertos por terra e 0,0 km² cobertos por água. Hebron localiza-se a aproximadamente 216 m acima do nível do mar.

## Localidades na vizinhança
O diagrama seguinte representa as localidades num raio de 20 km ao redor de Hebron.